# Porte des Postes (métro de Lille)
Porte des Postes est une station de correspondance entre la ligne 1 et de la ligne 2 du métro de Lille. Elle est située sous la place de la Porte des Postes, à la sortie trois de l'autoroute A25 qui fait partie du périphérique routier de Lille, dans le quartier de Wazemmes à Lille. Elle dessert également les quartiers voisins de Moulins et Faubourg de Béthune.
Mise en service en 1984, elle est desservie par les rames des deux lignes.

## Situation sur le réseau

Plan du métro de Lille.

Établie en souterrain, sur deux niveaux, Porte des Postes est une station de correspondance disposant de deux sous-stations situées sur la ligne 1 et la ligne 2 du métro de Lille : sur la ligne 1, elle est située entre la station Wazemmes, en direction de la station terminus sud-est Quatre Cantons - Stade Pierre-Mauroy, et la station CHU - Centre Oscar-Lambret, en direction de la station terminus sud-ouest CHU - Eurasanté ; sur la ligne 2, elle est située entre la station Montebello, en direction de la station terminus nord-ouest Saint-Philibert, et la station Porte d'Arras, en direction de la station terminus nord-est CH Dron. 
Elle dispose de la seule relation du réseau entre les deux lignes par une voie de transfert reliant les deux lignes du métro, uniquement utilisée pour résoudre des problèmes techniques[réf. souhaitée].

## Histoire
La station Porte des Postes est mise en service le 2 mai 1984, lors de l'ouverture à l'exploitation de la section de République à CHR B-Calmette, qui marque la fin de la construction de la ligne 1 du métro de Lille. Elle doit son nom à sa situation sous l'ancien emplacement de la Porte des Postes de la ville, détruite dans les années 1930 lors de la destruction des remparts au sud de Lille.
Pour la création de la ligne 1 bis, une partie du tracé, entre la station Porte de Valenciennes et la Porte des Postes, reprend le site des anciens remparts construits au XIXe siècle, et aujourd'hui remplacés par des boulevards. Chaque station se situe près de l'emplacement de l'une des anciennes portes de la ville et en a pris le nom. C'est le 3 avril 1989 qu'est mise en service la deuxième partie de la station Porte des Postes, lors de l'ouverture à l'exploitation de la ligne 1 bis entre les stations Saint-Philibert et Gares,.
En 1994, la ligne 1 bis est renommée ligne 2. En 2013 débute sur la ligne 1 des travaux notamment pour allonger les quais des stations afin de faire circuler des rames de 52 mètres à quatre voitures. Ce chantier concerne également la création de nouveaux accès dans certaines stations. Le chantier de la Porte des Postes, qui consiste en un allongement des quais et la création d'un nouvel accès débute en septembre 2013. Au début de l'année 2016, débute la construction d'un nouvel accès, constitué d'un escalier mécanique et d'un escalier fixe pour augmenter la capacité d'évacuation de la station. 
Le 11 mars 2017, un accident causé par un automobiliste entraîne l'effondrement d'une portion de la toiture de la station sans faire de blessé. La station est équipée de nouveaux portiques d'accès, plus performants contre la fraude, le 13 décembre 2018.

## Services aux voyageurs

### Accès et accueil
La station dispose de plusieurs accès autour de la place Barthélémy Dorez : boulevard de Metz, boulevard de Strasbourg, boulevard Victor Hugo et rue des Postes, avec trois ascenseurs. Elle est établie sur deux niveaux souterrains : niveau -1 : vente et compostage des billets, accès aux quais latéraux, longs de 26 m et équipés de portes palières, de la ligne 2 ; niveau -2 : accès aux quais latéraux, longs de 52 m et équipés de portes palières, de la ligne 1. Les accès se font par des escaliers, des escaliers mécaniques et des ascenseurs. Elle est accessible aux personnes à la mobilité réduite.

### Desserte

#### Ligne 1
La station est desservie tous les jours de la semaine : les premières rames débutent leur service : du lundi au samedi à 05h12 au départ de CHU - Eurasanté et de Quatre Cantons - Stade Pierre-Mauroy, les dimanches et fêtes, à 06h24 au départ de CHU - Eurasanté et de Quatre Cantons - Stade Pierre-Mauroy ; les dernières rames débutent leur service : du lundi au vendredi, dimanche et fêtes à 00h21, les samedi à 01h21 au départ de CHU - Eurasanté, et du lundi au vendredi, dimanche et fêtes à 00h17, les samedi à 01h17 au départ de Quatre Cantons - Stade Pierre-Mauroy. La fréquence de passage des rames est de : en journée : 1 à 2 minutes du lundi au vendredi, 1 à 3 minutes les samedis, 2 à 6 minutes les dimanches et fêtes ; et tous les jours, 4 à 8 minutes avant 6h et après 22h.

#### Ligne 2
La station est desservie tous les jours de la semaine : les premières rames débutent leur service : du lundi au samedi à 5 h 8 au départ de CH Dron et à 5 h 12 au départ de Saint-Philibert, et les dimanches et fêtes, à 5 h 8 au départ de CH Dron et à 5 h 12 au départ de Saint-Philibert ; les dernières rames débutent leur service : du lundi au jeudi à 5 h 8, les vendredis et samedis à 0 h 10 au départ de Saint-Philibert et tous les jours à 23 h 56 au départ de CH Dron. La fréquence de passage des rames est en journée de 1 à 3 minutes du lundi au vendredi, 2 à 4 minutes les samedis, 4 à 6 minutes les dimanches et fêtes ; et tous les jours, 6 à 8 minutes avant 6 h et après 22 h.
Elle fait également partie du service renforcé, fonctionnant aux heures de pointe de septembre à juin, de 7 h à 9 h et de 16 h 30 à 18 h 45, une rame sur deux ayant pour terminus Lomme - Lambersart - Arthur-Notebart ou Roubaix - Grand-Place, ce qui permet une desserte de la station toutes les 1,18 minute. L'information, des stations terminus, est indiquée sur les écrans situés sur les quais.

### Intermodalité
Une station V'Lille ainsi qu'une station d'autopartage Citiz sont situées à proximité de la station. Un parking relais d'une capacité de 90 places accessible avec un titre de transport Ilévia est implanté entre les accès au périphérique. Un abri vélo sécurisé est également implanté à proximité du parking relais.
La station est desservie par les lignes L5, L7, L92 et Citadine de Lille du réseau Ilévia et par la ligne 910 du réseau interurbain Arc-en-Ciel 1.

## À proximité
- Lycée international Montebello
- Les archives départementales du Nord
- Mosquée Assounna
- Commissariat central de Lille
- Sortie du périphérique (sortie Portes des Postes)
- Parc relais
- Lillenium
- Lycée Averroès

## Projets
La desserte de la ligne 1 par des rames de 52 m, initialement prévue en 2016 est reportée à décembre 2023 du fait d'un retard dans la construction des rames par le fabricant Alstom.